# لوما (کلرادو)
لوما (به انگلیسی: Loma) یک منطقهٔ مسکونی در ایالات متحده آمریکا است که در شهرستان میسا، کلرادو واقع شده‌است. لوما ۱٬۳۷۴٫۰۶ متر بالاتر از سطح دریا واقع شده‌است.